# داكادا (ويسكونسن)
داكادا هي منطقة فردية تقع في مدن بلجيكا وهولند في مقاطعة أوزاوكي ومقاطعة شيبويجان في ولاية ويسكونسن بالولايات المتحدة. تقع داكادا شرق راندوم ليك وشمال غرب بلجيكا.